# Ulf Rubarth
Carl Ulf Göran Rubarth, född 11 maj 1939 i Engelbrekts församling i Stockholm, död 11 september 2024 i Västerleds distrikt i Stockholm, var en svensk militär. Han var son till Sven Rubarth.

## Biografi
Rubarth avlade studentexamen i Stockholm 1959. Efter officersexamen blev han 1962 fänrik vid Vaxholms kustartilleriregemente, där han tjänstgjorde till 1969, befordrad till löjtnant 1964. Han studerade vid Militärhögskolan 1969–1972 och befordrades till kapten 1970. Åren 1972–1975 var han verksam vid Studieavdelningen i Försvarsstaben och befordrades till major 1973. Han befordrades 1975 till överstelöjtnant och var 1975–1977 detaljchef vid Marinstaben, varpå han 1977–1978 var skolchef vid Älvsborgs kustartilleriregemente och 1978–1981 chef för Planeringsavdelningen i Marinstaben. Han studerade vid Naval War College i USA 1981–1982.
År 1983 befordrades Rubarth till överste och var chef för Kustartilleriets skjutskola 1983–1984. Därefter var han chef för Operationsledningen i staben vid Östra militärområdet 1984–1987 och befordrades 1986 till överste av första graden. Åren 1987–1990 var han inspektör för kustartilleriet, varpå han 1990–1994 var chef för Norrlandskustens marinkommando och Härnösands kustartilleriregemente. Han befordrades 1994 till generalmajor och var stabschef i Södra militärområdet 1994–1999.
Rubarth var generalsekreterare för Allmänna försvarsföreningen 2001–2006.
Ulf Rubarth invaldes 1981 som ledamot av Kungliga Örlogsmannasällskapet och var sällskapets vice ordförande 1995–1998. Han invaldes 1984 som ledamot av Kungliga Krigsvetenskapsakademien.